# Komerční banka
Komerční banka, a.s., (známá též pod zkratkou KB) je bankovní instituce působící na českém kapitálovém trhu z většiny vlastněná francouzskou finanční skupinou Société Générale. Jedná se o akciovou společnost a její akcie jsou obchodovatelné na Pražské burze. V Česku obsluhuje přibližně 1,7 milionu zákazníků.
Banka se zaměřuje převážně na poskytování drobného bankovnictví, kde zajišťuje komplexní služby jak fyzickým osobám, tak i podnikatelským subjektům. Mezi produkty patří depozitní a úvěrové produkty.
Na konci roku 2021 firma zaměstnávala 7 538 zaměstnanců, měla banka 241 poboček a provozovala 857 bankomatů (z toho 457 vkladových).

## Historie firmy

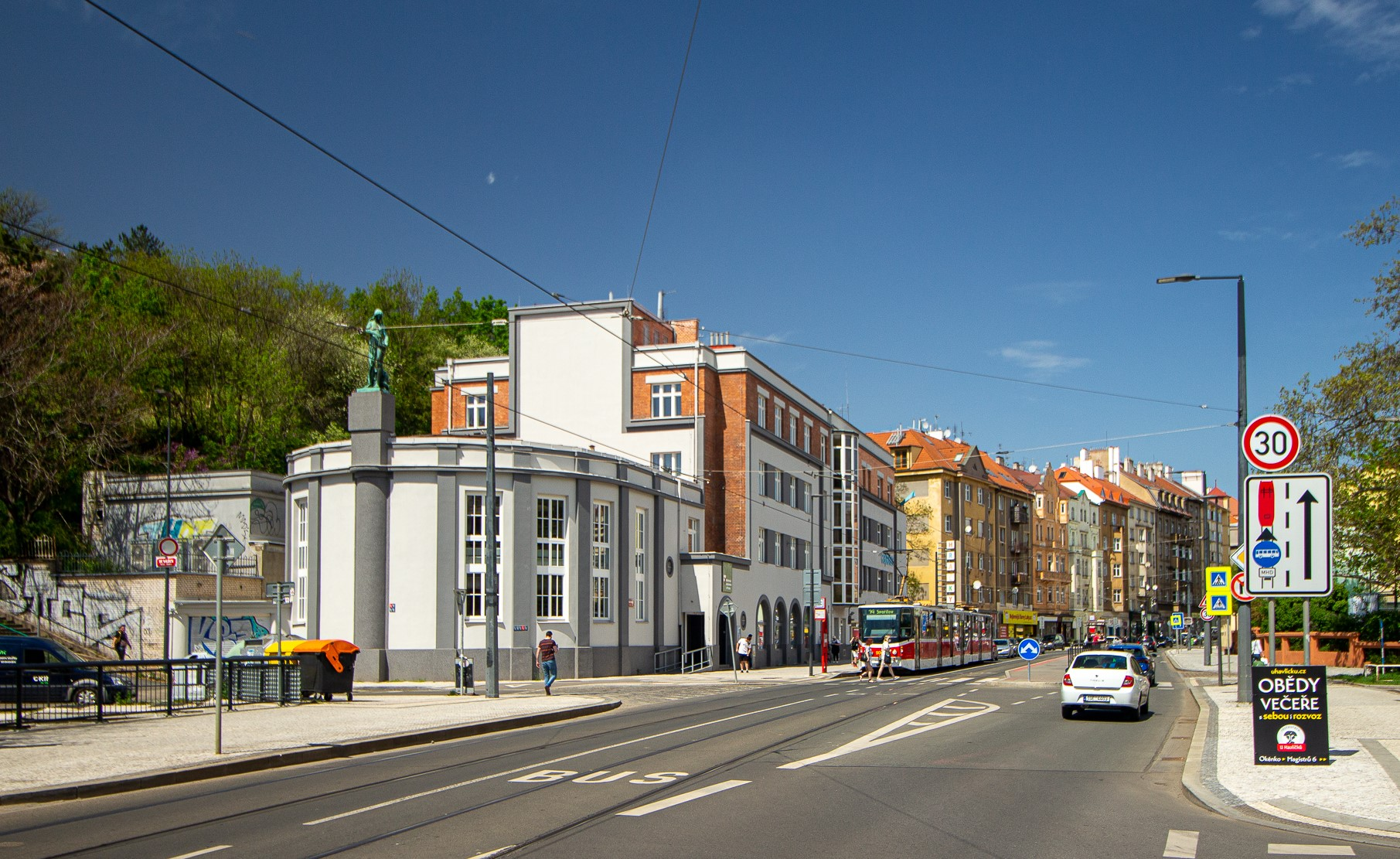
Komerční banka na Nuselské ulici v Praze 4-Michli

Banka byla založena v lednu roku 1990 vyčleněním obchodní činnosti z bývalé Státní banky československé. Tehdy se jednalo o státní peněžní ústav, který byl 5. března 1992 transformován na akciovou společnost a její akcie spadly pod správu Fondu národního majetku ČR, který je uvolnil do kuponové privatizace.
V červenci roku 1995 vstoupily akcie banky na mezinárodní kapitálové trhy. V listopadu 1997 schválila vláda České republiky prodej většinového podílu akcií strategickému investorovi, který měl zajistit další rozvoj společnosti a odloučení státu od bankovního sektoru. V srpnu 1999 bylo zahájeno první kolo výběrového řízení na strategického partnera.
V červnu 2001 prodala vláda České republiky svůj podíl finanční skupině Société Générale za cenu 40 miliard Kč, která v následujících měsících obměnila vedení banky.
V roce 2006 převzala KB 40 % akcií stavební spořitelny Modrá pyramida od německé společnosti BHW Holding AG po schválení antimonopolním úřadem, což umožnilo bance úplné ovládnutí stavební spořitelny a rozšíření pole působnosti i o stavební spoření.
Celkem sedmkrát byla oceněna jako Banka roku (v letech 2004, 2005, 2007, 2011, 2012, 2016 a 2017). Pětkrát se umístila na druhém místě a čtyřikrát na třetím místě. Společně s Českou spořitelnou a Raiffeisenbank tak patří k nejúspěšnějším bankovním společnostem v této anketě.

## Vlastnická struktura

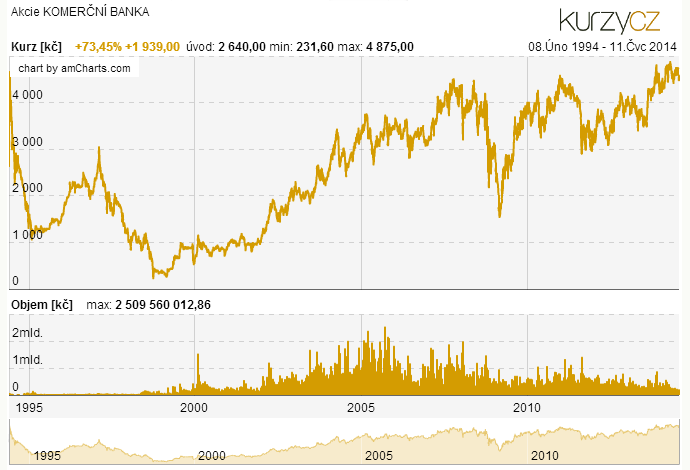
Akcie KOMERČNÍ BANKA, graf ceny na Burze Praha

Největší akcionáři KB k 30. září 2021 s podílem na základním kapitálu vyšším než 3 %:
- Société Générale S.A. – 60,35 %
- Chase Nominees Limited – 4,31 %
- Nortrust Nominees Limited – 3,74 %

Celkový základní kapitál banky k 30. září 2021 byl 19 004 926 000 Kč a byl rozdělen na 190 049 260 ks kmenových akcií na majitele v zaknihované podobě ve jmenovité hodnotě 100,– Kč.

## Hospodářské výsledky
|                 | 2005    | 2006    | 2007    | 2008   | 2009   | 2010   | 2011   | 2012   |
| --------------- | ------- | ------- | ------- | ------ | ------ | ------ | ------ | ------ |
| obrat (mil. Kč) | 513 856 | 597 555 | 588 692 |        |        |        |        |        |
| zisk (mil. Kč)  | 13 330  | 9 475   | 13 954  | 9 148  | 8 747  | 10 710 | 13 233 | 11 007 |
|                 | 2014    | 2015    | 2016    | 2017   | 2018   | 2019   | 2020   | 2021   |
| zisk (mil. Kč)  | 12 528  | 12 800  | 14 074  | 14 000 | 15 171 | 15 172 | 8 299  | 12 992 |